# قصاب

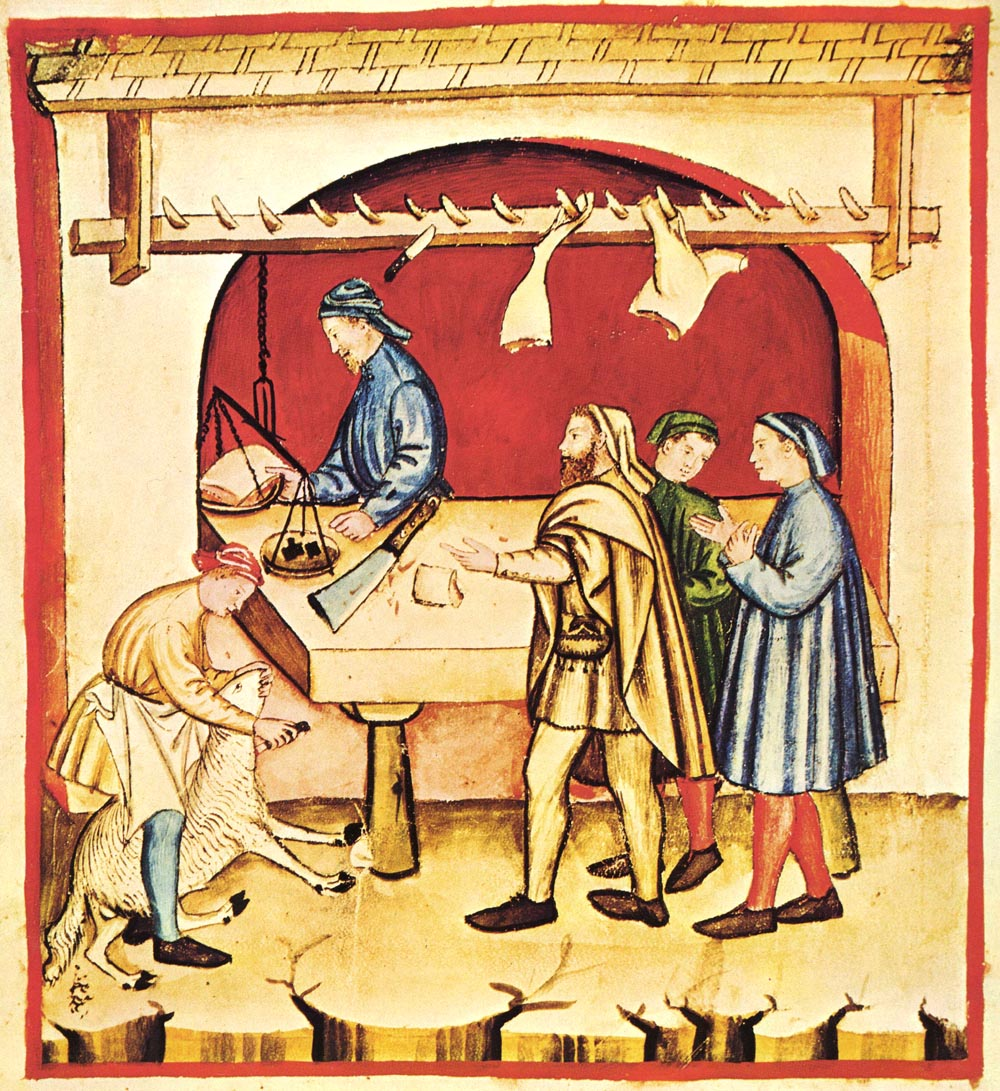
قصابی در قرن چهارم میلادی

قصاب یا گوشت‌گر به فردی گفته می‌شود ، که کارش کشتار حیوانات، قطعه‌قطعه کردن و فروش آن‌هاست. این حیوانات می‌توانند چهارپایان، مرغ‌ها و ماهی‌ها باشند. این کار در قصابی‌ها و سوپر مارکتها انجام می‌شود. قصابی شغلی باستانی و کهن محسوب می‌شود.
قصابی شغلی از زیر مجموعه حرفه صنایع غذایی است. یک قصاب دارای توانمندی‌هایی از قبیل آماده‌سازی و نگهداری ابزار قصابی، ذخیره و نگهداری گوشت‌ها و محصولات پروتئینی در فروشگاه، برش گوشت، برش لاشۀ گوسفند به چهار قسمت اصلی، برش انواع ماكیان، برش انواع ماهی و میگو، آماده‌سازی محصولات جهت فروش در فروشگاه و ارتباط با مشتری و مدیریت قصابی می‌باشد و با مشاغلی از قبیل دامپرورها، قصاب صنعتی كشتارگاه‌ها، مدیران رستوران و هتل‌ها در ارتباط است.